# Peter Nöbauer
Peter Nöbauer (* 1948 in Innsbruck) ist ein österreichischer Betriebswirt, Bildhauer und Maler. 

## Leben und Wirken
Nöbauer maturierte in Kunstgeschichte bei Wilhelm Traeger in Ried im Innkreis, schloss 1973 das Studium der Sozial- und Wirtschaftswissenschaften an der Wirtschaftsuniversität Wien ab. Anschließend war er bis 1985 in der Konzernrevision und im Projektmanagement des Industrieanlagenbaus der VOEST beschäftigt. 
Von 1986 bis 1987 studierte er an der Goetheanistische Studienstätte Wien und führte von 1987 bis 1993 sozialpädagogische Projekte in Österreich, Spanien und Deutschland durch (u. a. Mitarbeit bei einem Nachbetreuungsprojekt von Haftentlassenen, Mitarbeit beim Bau des Rudolf-Steiner-Hauses in Salzburg, Mitarbeit in der Freien Waldorfschule Linz). 
Ab 1986 war er Referent und Kursleiter für Zeichnen, Malen, Plastisches Gestalten und biographisches Arbeiten im Rahmen der Goetheanistischen Arbeitsgemeinschaft und Kreuzpunkt an. 
Ab 1991 beschäftigte er sich mit der Sektionsarbeit der bildenden Künste in Österreich. Nöbauer ist Gründer und Leiter des Zentrums für Kunst und Soziale Begegnung in Wieselburg und initiiert und begleitet das Seminar für Integrative Sozialarbeit.
Von 1993 bis 2003 war er Kunsttherapeut im Centro Therapia in Puerto del Carmen auf Lanzarote.  2006 und 2007 initiierte und leitete er südafrikanisch-oberösterreichische Austauschprojekte. 
Seit 2008 ist er Mitglied der Innviertler Künstlergilde und lebt in Attersee und arbeitet im Atelier Nußdorf Oberösterreich.

## Publikationen
- Vom Mit-ein-ander zum In-einander (auf dem Weg zu einer lebendigen Seele), Pasching, 1977 und 1997
- Vom Für-ein-ander zum Mit-ein-ander (Ansätze zu einer organischen Formensprache), 1991